# Cagthorpe
Cagthorpe – wieś w Anglii, w hrabstwie Lincolnshire. Leży 29 km na wschód od Lincoln i 189 km na północ od Londynu.
Do Cagthorpe można dojechać wyłącznie samochodem z The Wong i Hopton Street. Można do niego dotrzeć pieszo z Coronation Walk, który biegnie do basenu miejskiego, przez kładkę nad nieużywanym kanałem Horncastle Navigation Canal i na West Street, a także z St. Mary’s Square przez przejście dla pieszych przecinające Jubilee Way.

## Historia
Niezwykłe jest to, że ulica nazywa się po prostu "Cagthorpe", co prowadzi do tego, że cały obszar jest znany pod tą nazwą. Niegdyś była to oddzielna wioska (z korzeniami jako anglosaska osada, oddzielona od rzymskiego miasta Horncastle).
Kaplica baptystów została zbudowana w Cagthorpe w 1767 roku. Pierwotnie jednopiętrowa, w 1843 r. dokonano zmian konstrukcyjnych, dodając drugie piętro. Dopiero w 1892 roku została zarejestrowana jako miejsce kultu. Został odrestaurowany w 1893 roku, a obecnie jest budynkiem klasy II i siedzibą Armii Zbawienia.
Pierwsza kaplica metodystów Wesleyan została wzniesiona w Cagthorpe około 1786 roku i stała kilka metrów na północ od miejsca kultu baptystów, w pobliżu północno-zachodniego rogu Wong. Później została ona zastąpiona, a w 1836 r. rozpoczęto budowę trzeciej kaplicy w nowym miejscu przy Union Street (obecnie Queen Street) i otwarto ją w Wielki Piątek następnego roku.
Wesleyanie otworzyli szkołę dzienną, przekształconą z odlewni, w 1860 roku. Przeniosła się ona do pomieszczeń w Cagthorpe w 1905 roku i została sprzedana Radzie Hrabstwa Lindsey w 1934 roku, kiedy to stała się Szkołą Rady Cagthorpe. Została zamknięta w 1937 roku i ponownie otwarta jako Horncastle Cagthorpe Senior Council School. W 1946 roku stała się Horncastle Secondary Modern. Nowe budynki zostały otwarte w 1963 roku, a nazwa ponownie zmieniła się na Horncastle Banovallum Secondary School. Później stała się szkołą ogólnokształcącą i do 1997 r. nosiła nazwę Horncastle Banovallum School. Miejski klub młodzieżowy również znajduje się na Cagthorpe.